# Salamanque (Mexique)
Salamanque est une ville du Mexique située dans l'État de Guanajuato.

## Géographie
La ville est située à environ 30 km à l'est d'Irapuato, 80 km au sud-est de León, 200 km au nord-ouest de Mexico et 230 km à l'est de Guadalajara.